# Ácido hipofosfórico
El ácido hipofosfórico es un ácido mineral de fórmula H4P2O6, con el fósforo en estado de oxidación formal +4. En estado sólido se presenta como dihidrato, H4P2O6·2H2O. En el ácido hipofosfórico, los átomos de fósforo son idénticos y están unidos directamente por un enlace P-P. El ácido isohipofosfórico es un isómero estructural del ácido hipofosfórico en el que un fósforo tiene un hidrógeno unido directamente a él y ese átomo de fósforo está unido al otro por un puente de oxígeno, formando un anhídrido mixto ácido fosforoso/ácido fosfórico. Los dos átomos de fósforo se encuentran en los estados de oxidación +3 y +5, respectivamente.

## Preparación y reacciones
El ácido hipofosfórico se puede preparar mediante la reacción del fósforo rojo con clorito de sodio a temperatura ambiente. 
2 P + 2 NaClO2 + 2 H2O → Na2H2P2O6 + 2 HCl
Se produce una mezcla de hipofosfórico, ácido fosforoso (H3PO3) y ácido fosfórico (H3PO4)  cuando el fósforo blanco se oxida en el aire al sumergirse parcialmente en agua. 
La sal tetrasódica Na4P2O6·10H2O cristaliza a pH 10 y la sal disódica, Na2H2PO6·6H2O a pH 5,2.  La sal disódica puede separarse mediante una columna de intercambio iónico para formar el ácido dihidrato, H4P2O6·2H O. 
El ácido anhidro puede formarse por deshidratación al vacío sobre P4O10 o por la reacción del H2S sobre hipofosfato de plomo, Pb2P2O6 . 
El ácido hipofosfórico es tetraprótico con constantes de disociación pKa1 = 2,2, pKa2 = 2,8, pKa3 = 7,3 y pKa4 = 10,0. 
En reposo, el ácido anhidro se reorganiza y desproporciona para formar una mezcla de ácido isohipofosfórico, HPO(OH)-O-PO2(OH); ácido pirofosfórico, H2P2O7, y ácido pirofosfórico. 
El ácido hipofosfórico es inestable en ácido clorhídrico caliente,4 M HCl, ya que se hidroliza para dar  H3PO3 + H3PO4.

## Estructura
El ácido hipofosforoso contiene iones oxonio y su fórmula es [H3O+]2 [H2P2O6]2−. El ácido es isoestructural con la sal diamónica que contiene el anión [HOPO2PO2OH]2− con una longitud de enlace P−P de 219 pm. 
El anión HOPO2PO2OH2− en Na2H2P2O6·6H2O tiene una estructura simétrica y escalonada similar al etano con un enlace P−P de longitud 219 p.m. Cada átomo de fósforo tiene dos enlaces P-O de 151 pm de longitud y un enlace P-OH de 159 pm 

## Sales de hipofosfato
Se conocen muchas sales de hipofosfato, por ejemplo, K4P2O6·8H2O, Ca2P2O6·2H2O, K3HP2O6·3H2O, K2H2P2O6·2H2O, KH3P2O6 .
Al permanecer en el aire, los hipofosfatos tienden a oxidarse a pirofosfatos que contienen el ión P
2O4−
7  donde P tiene un estado de oxidación formal de +5. Los hipofosfatos son estables frente a los hidróxidos alcalinos. En hidróxido de sodio fundido se convierten rápidamente en ortofosfatos que contienen PO3−
4. 

## Polihipofosfatos
Se conocen polihipofosfatos que contienen aniones lineales, por ejemplo Na5P3O8 que contienen O(PO
2)3O5− con una cadena P−P−P y Na6 P4O10·2H2O que contieneO(PO
2)4O6−, con una cadena P−P−P−P. El anión cíclico (PO
2)6−
6, (hipohexametafosfato)  en el que cada átomo de fósforo tiene un estado de oxidación de +3, se forma cuando se oxida una suspensión de fósforo rojo en KOH con bromo. 